# Socalchemmis kastoni
Espèce
Socalchemmis kastoni est une espèce d'araignées aranéomorphes de la famille des Zoropsidae.

## Distribution
Cette espèce se rencontre aux États-Unis en Californie et en Arizona et au Mexique en Basse-Californie,.

## Description
Le mâle holotype mesure 7,4 mm et la femelle 13,6 mm.

## Étymologie
Cette espèce est nommée en l'honneur de Benjamin Julian Kaston.

## Publication originale
- Platnick & Ubick, 2001 : A revision of the North American spiders of the new genus Socalchemmis (Araneae, Tengellidae). American Museum novitates, no 3339, p. 1-25 (texte intégral).